# Епархия Пасига
Епархия Пасига (лат. Dioecesis Pasigina) — епархия Римско-Католической церкви с центром в городе Пасиг, Филиппины. Епархия Пасига входит в митрополию Манилы. Кафедральным собором епархии Пасига является церковь Непорочного Зачатия Пресвятой Девы Марии.

## История
28 июня 2003 года Римский папа Иоанн Павел II издал буллу Dei claritas, которой учредил епархию Пасига, выделив её из архиепархии Манилы.

## Ординарии епархии
- епископ Francisco C. San Diego (28.06.2003 — 21.12.2010);
- епископ Mylo Hubert Claudio Vergara (22.04.2011 — по настоящее время).

## Источник
- Annuario Pontificio, Ватикан, 2007
- Булла Dei claritas  (лат.)